# 凛とジェシカのファイト一発
『凛とジェシカのファイト一発』（りんとジェシカのファイトいっぱつ）は、つくばテレビが制作しエンタ!371（後にエンタ!959）で2013年7月から放送していたバラエティ番組。セクシー女優（AV女優）桜木凛と希崎ジェシカの冠番組。2017年にリニューアルして4月に桜木凛の引退に伴い終了したが、2019年に期間限定復活。

## 概要
桜木凛と希崎ジェシカの二人が対決する番組。勝者にはご褒美、敗者には罰ゲームが用意されている（ただし、初回の「英語禁止ボウリング」のように、「英語を使うと、ペナルティとして1回毎に紙コップ一杯のセンブリ茶の一気飲みをする」と、罰を混ぜながら進行する場合もあった）。対決は1回の放送内で数回行われ、その都度勝敗を決めていき、その合計がその回の勝敗を決定する（罰ゲーム担当者が決定するのは最後）。
初回のボウリングに続いて収録した「卓球しりとり」は、希崎が余りにも球技が不得手なために桜木のマネージャーが代打ちを行ったが、しりとりの内容もヒドく（放送禁止用語を使うなど）、一旦はお蔵入りとなった。『かすみレディオ』#15（2013年）の「かすみのダメ出し反省会」でダメ出しを食らうシーンで一部がオンエアされ、本作のDVDには収録されたが、レギュラー放送では流れていない。
オープニングなど画面に向かって並ぶ場合の位置は、視聴者から見て左が桜木、右が希崎、というのが基本である。タイトルコールは、
1. 桜木「桜木凛と」
2. 希崎「希崎ジェシカの」
3. 2人「ファイト～、いっぱぁつ!」

とコールするのが通例である。
カスオと凛太郎が#4に登場するが、それぞれかすみ果穂と桜木凛の男装である（フルネームはカス カスオと金玉凛太郎）。『あいの恋文』、『あいのエチュード』などで希志あいのが行っている男装キャラ（キシオ）の派生で、設定上は男装ではなく男である。
基本的にゲストはないが、番組開始後、希崎が短期の休業に入ったため、#4~5（2013年）は代わりにかすみ果穂が参加している（『24時間かすみレディオ2013』とのコラボでもある）。かすみは他に#24、27（2015年）に参加している。コラボを除いた純然たるゲストは、#23（2015年）の栗山夢衣のみである（2016年2月現在）。
通算成績は桜木21勝、希崎８勝、かすみ果穂３勝、引き分け３。
番組合同企画もあり、『かすみレディオ』、『あいのエチュード』等と対決している（コラボ編、番外編参照）。『あいのエチュード』の希志あいのは、初音みのりと共に#15（2014年）で対決（決着編は『あいのエチュード』#45~46）。翌年も「希志あいのリベンジ企画」として、#29、30で再戦した。なお、この時の希志のレギュラー番組は『SPICE×BOYS』であり、男装5人組の番組だったが、他のレギュラーではなく初音をパートナーに選んでいた。
番組内で何度も行われている『たびとも』（#16~17(2014年)、#20(2015年)）は、本来は独立した番組の企画である。2名以上の女優を旅行させ、手持ちカメラで本人たちに撮影させるなど、プライベート感を演出している。「たびともプラン」と呼ばれる指示書に従い行動する（対決企画もある）。番組の最後には、互いへの手紙を朗読するのが恒例になっていた。

## 出演者
- 桜木凛
- 希崎ジェシカ

## 放送日・内容一覧

### 2013年
| 回数 | 初回放送日 | ロケ地、対決内容等                                                                            | 備考                            |
| ---- | ---------- | --------------------------------------------------------------------------------------------- | ------------------------------- |
| #1   | 7月1日     | 英語禁止ボーリング                                                                            | しりとり卓球は未放送            |
| #2   | 8月3日     | 目利き対決（ミネラルウォーター、宇宙村での目利き）                                            |                                 |
| #3   | 9月1日     | フィッシング対決（金魚釣りと釣堀）                                                            |                                 |
| #4   | 10月5日    | メイド喫茶（萌え対決と、カスオと凛太郎のモテ対決） （『24時間かすみレディオ2013』とのコラボ） | ゲスト、かすみ果穂 希崎は休業中 |
| #5   | 11月2日    | 運試し対決（すごろく、亀競争） （『24時間かすみレディオ2013とのコラボ』）                     | ゲスト、かすみ果穂 希崎は休業中 |
| #6   | 12月3日    | 体育対決（マラソン、バスケ、尻相撲、ドッジボール）                                            |                                 |

### 2014年
| 回数 | 初回放送日 | ロケ地、対決内容等 |
| ---- | ---------- | --- |
| #7   | 1月2日     | お正月遊び対決（福笑い、かるた対決）                                                                                           |
| #8   | 2月2日     | 学校の授業対決（5教科抜き打ちテスト、美術対決、プレゼン対決）                                                                  |
| #9   | 3月2日     | 「凛とジェシカのファイト一発R（ラウンド）2」発売イベントでの3本勝負（公開対決）                                                |
| #10  | 4月3日     | 下北沢のモードオフでファッション対決（コーディネート対決）                                                                     |
| #11  | 5月1日     | グルメ対決（ゆで卵早食い、お口でマシュマロキャッチ、手料理）                                                                   |
| #12  | 6月5日     | 室内ゲーム対決（ビリヤード、ダーツ、ツイスターゲーム）                                                                         |
| #13  | 7月3日     | ダンス対決（ベリーダンス対決、腹踊り対決 ）                                                                                    |
| #14  | 8月2日     | 公開対決第2弾 （かき氷早食い、支持者を集めろ!プレゼン対決、叩いてかぶってじゃんけんポン、万歩計ダンス、ファン参加型!絵心対決） |
| #15  | 9月4日     | 『あいのエチュード』との対抗体育祭（前編） ゲスト、希志あいの、初音みのり（後半は『エチュード』#45~46）                        |
| #16  | 10月4日    | 『たびとも』前編、富士箱根へ温泉旅行（富士急ハイランド~大涌谷~箱根）                                                           |
| #17  | 11月2日    | 『たびとも』後編、富士箱根へ温泉旅行（温泉、釣り対決、ガラスアクセサリー作り、お手紙交換）                                     |
| #18  | 12月1日    | 凛ジェシ大忘年会 |

### 2015年
| 回数 | 初回放送日 | ロケ地、対決内容等                                                                                  | ゲスト                |
| ---- | ---------- | --------------------------------------------------------------------------------------------------- | --------------------- |
| #19  | 1月3日     | 吹矢対決                                                                                            |                       |
| #20  | 2月5日     | 「番組対抗体育祭」の優勝商品として温泉旅行 （『たびとも桜木凛×希崎ジェシカ2』）                     |                       |
| #21  | 3月1日     | 『たびとも桜木凛×希崎ジェシカ』DVDイベント、公開対決第3弾                                           |                       |
| #22  | 4月4日     | パチンコ『CRジューシーハニー』（希崎ジェシカ出演作）対決                                            |                       |
| #23  | 5月9日     | 栗山夢衣特技対決 （セルフ亀甲縛り対決、ゴム手袋鼻息割り対決、ヲタ芸オンステージ対決）               | 栗山夢衣              |
| #24  | 6月6日     | 『かすみレディオ』コラボ企画「プライベート台湾旅行」後編 （前編は『レディオ』#36）                  | かすみ果穂            |
| #25  | 7月4日     | ボルダリング対決                                                                                    |                       |
| #26  | 8月1日     | スポーツチャンバラ対決                                                                              |                       |
| #27  | 9月3日     | 『たびともイン台湾』イベントでの公開対決（8月8日収録）                                              | かすみ果穂            |
| #28  | 10月1日    | 横浜中華街でご褒美ロケ（肉まん&餃子作り、記念似顔絵）                                               |                       |
| #29  | 11月1日    | 番組対抗球技大会（希志あいのリベンジ企画）前編 卓球対決、ビリッカー対決                             | 希志あいの 初音みのり |
| #30  | 12月3日    | 番組対抗球技大会（希志あいのリベンジ企画）後編 バブル相撲対決、バブルリレー対決、バブルサッカー対決 | 希志あいの 初音みのり |

### 2016年以降
| 回数 | 初回放送日    | ロケ地、対決内容等                          | 備考                                                                    |
| ---- | ------------- | ------------------------------------------- | ----------------------------------------------------------------------- |
| #31  | 2016年 1月2日 | お正月特別企画（おこたでまったり対決）      |                                                                         |
| #32  | 2月4日        | バレンタインクッキー作り対決                |                                                                         |
| #33  | 3月3日        | けん玉対決                                  |                                                                         |
| #34  | 4月1日        | スカッシュ対決                              |                                                                         |
| #35  | 5月3日        | ゴスロリコーディネイト対決                  |                                                                         |
| #36  | 6月3日        | カジノゲーム対決                            |                                                                         |
| #37  | 7月1日        | 上半期を振り返る。                          | ジェシーは休業中。                                                      |
| #38  | 8月2日        | 上半期を振り返る。                          | ジェシーは休業中。                                                      |
| #39  | 9月2日        | 浅草めぐり対決前篇                          |                                                                         |
| #40  | 10月1日       | 浅草めぐり対決                              |                                                                         |
| #41  | 11月1日       | 凛とジェシカのめっちゃホリディ・鎌倉編（1） |                                                                         |
| #42  | 12月2日       | 凛とジェシカのめっちゃホリディ・鎌倉編（2） |                                                                         |
| #1   | 2017年 1月3日 | 東京クリスマスマーケット                    | 番組名を「凛とジェシカのめっちゃホリディ」に正式改題。 桜木が引退発表。 |
| #2   | 2月3日        | 2人で動物園へ行く                           |                                                                         |
| #3   | 3月3日        | 凛×ジェシカスペシャルロングインタビュー     |                                                                         |
| #4   | 4月2日        | 涙の桜木凛卒業式                            |                                                                         |
| #5   | 5月2日        | 桜木凛×エンタ名場面集                       |                                                                         |

## 復活!凛とジェシカのファイト一発
2019年7月20日、YoutubeLive配信『希崎ジェシカ重大発表！引退カウントダウンで何かするってよ!』において番組の復活を発表。8月から12月まで『復活!凛とジェシカのファイト一発』として番組を放送。引退していた桜木凛もこの番組に合わせ期間限定でタレント復帰する。
『凛とジェシカのファイト一発』では凛ジェシコンビの“対決”がメイン企画であったが、復活版では対決を含め“希崎ジェシカのやり残したこと”をテーマに放送。YoutubeLive配信ではこれまでの『凛とジェシカのファイト一発』を振り返った。
最終回後、番外編として『たびとも・希崎ジェシカ卒業旅行』が前後編で製作。
| 回数 | 初回放送日     | ロケ地、対決内容等                                                         | 備考               |
| ---- | -------------- | -------------------------------------------------------------------------- | ------------------ |
| #1   | 2019年 8月17日 | 伝説の番組復活 ボウリング対決                                              |                    |
| #2   | 9月19日        | ボウリング対決後編息子の金玉凛太郎も連れてインドアスカイダイビングに挑戦。 |                    |
| #3   | 10月16日       | 希崎ジェシカロングインタビュー インタビュアー・桜木凛。                    |                    |
| #4   | 11月16日       | 希崎ジェシカロングインタビュー インタビューアー桜木凛・後編                |                    |
| #5   | 12月17日       | 最終回。希崎ジェシカ引退ロングインタビュー後編。                           |                    |
|      | 2020年 1月4日  | たびとも 希崎ジェシカ卒業旅行～前編                                        |                    |
|      | 2月2日         | たびとも 希崎ジェシカ卒業旅行～後編                                        | ゲスト・希志あいの |

## コラボ編、番外編
『凛とジェシカのファイト一発』番組外でのコラボ。日付は初回放送日。
かすみレディオ
#15（2013年8月20日） - かすみ果穂、桜木凛、初音みのり。花火大会と夏祭りがテーマ。『凛とジェシカのファイト一発』にダメ出し（没映像「卓球しりとり」が流された）。わさびシュークリーム対決（わさび入りシュークリームを食べると負け）。果穂vs凛の「イカセ女王決定戦」。
#16（2013年9月17日） - #15の続き。「イカセ女王決定戦」の後半。
#23（2014年4月19日） - かすみ果穂、桜木凛、七海なな。PINK TOKYO（ディファ有明）にて公開収録。3番組合同企画『セクシー女優総選挙』番外編（『みっひーランド』代表は七海）。
#33（2015年02月21日） - かすみ果穂、桜木凛、希崎ジェシカ。本作との番組コラボ企画。
#36（2015年5月17日） - かすみ果穂、桜木凛、希崎ジェシカ。コラボ企画『たびともイン台湾』前編（後半は本作#24）。
あいのエチュード
#45（2014年9月21日） - 桜木凛、希崎ジェシカ、希志あいの、初音みのり。本作#15の続き。番組対抗体育祭・後半戦。
#46（2014年10月19日） - 上記の完結編。番組対抗体育祭・延長戦（優勝決定戦）。

## 関連商品

### DVD
- 凛とジェシカのファイト一発　ROUND.1（2013年7月～9月放送分収録）
  - ※DVD特典：お蔵入り対決映像集
- 凛とジェシカのファイト一発　ROUND.2（2013年12月～2014年2月放送分収録）
- 凛とジェシカのファイト一発　ROUND.3（2014年3月～5月放送分収録）
  - ※DVD特典：「P＊cherry」お披露目イベント収録
- 凛とジェシカのファイト一発　ROUND.4（2014年6月～2015年5月放送分収録）
  - ※DVD特典：たびともイベントで公開対決
- 凛とジェシカのファイト一発 V.S あいのエチュード　番組対抗体育祭（2014年9月～10月放送分収録）
- たびとも　桜木凛×希崎ジェシカ（2014年10月～11月放送分収録）
- 凛とジェシカのファイト一発 V.S SPICE×BOYS 番組対抗球技大会（2015年11月～12月放送）

### Blu-ray
- 凛とジェシカのファイト一発ファイナルラウンド（2015年10月～2017年2月放送分収録）
  - ※DVD特典：2017年3月放送、引退ロングインタビュー
- 復活!凛とジェシカのファイト一発（2019年8月～12月放送分収録予定）